# Пяст (футбольный клуб)
«Пяст» (пол. Gliwicki Klub Sportowy Piast Gliwice) — польский профессиональный футбольный клуб из города Гливице.
В настоящее время выступает в Экстраклассе.

## История

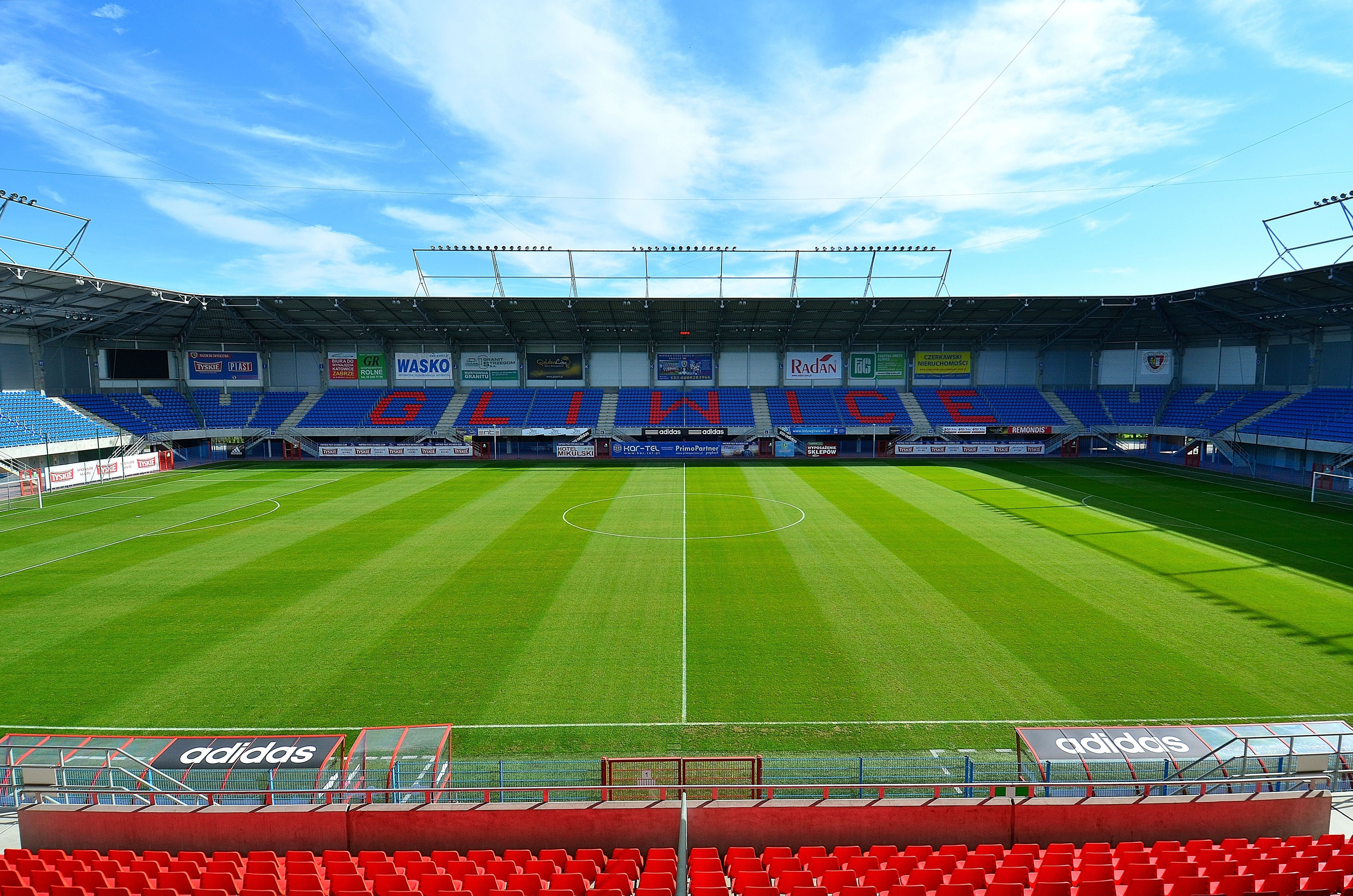
Городской стадион (Гливице)

Клуб был основан 18 июня 1945 года. Назван в честь первой династии польских королей — Пясты.
За всю свою историю клуб провёл в Первой лиге 32 сезона и только в 2008 году впервые в истории вышел в Экстракласса.
«Пяст» дважды принимал участие в финале Кубка Польши, но уступал в 1978 году «Заглембе», а в 1983 — «Лехии».

## Достижения
- Чемпион Польши: 2018/19
- Второе место в Экстракласе: 2016
- Финалист Кубка Польши (2): 1978, 1983
- Финалист Суперкубка Польши: 2019
- Первое место в Первой лиге: 2012

## Выступления в еврокубках
| Сезон   | Турнир              | Раунд                         | Соперник     | Дома   | В гостях | Общий счёт |  |
| 2013/14 | Лига Европы УЕФА    | Второй квалификационный раунд | Карабах      | 2:2(д) | 1:2      | 3:4        |  |
| 2016/17 | Лига Европы УЕФА    | Второй квалификационный раунд | Гётеборг     | 0:3    | 0:0      | 0:3        |  |
| 2019/20 | Лига Чемпионов УЕФА | Первый квалификационный раунд | БАТЭ Борисов | 1:2    | 1:1      | 2:3        |  |
| 2019/20 | Лига Европы УЕФА    | Второй квалификационный раунд | Рига         | 3:2    | 1:2      | 4:4 г.в.   |  |
| 2020/21 | Лига Европы УЕФА    | Первый квалификационный раунд | Динамо Минск | -      | 2:0      | 2:0        |  |
| 2020/21 | Лига Европы УЕФА    | Второй квалификационный раунд | Хартберг     | 3:2    | -        | 3:2        |  |
| 2020/21 | Лига Европы УЕФА    | Третий квалификационный раунд | Копенгаген   | -      | 0:3      | 0:3        |  |

## Стадион
Домашние матчи клуб проводит на стадионе «Пяст», вмещающем 11800 сидячих мест.